# Municipio de Duchouquet
El municipio de Duchouquet (en inglés, Duchouquet Township) es un municipio del condado de Auglaize, Ohio, Estados Unidos. Tiene una población estimada, a mediados de 2021, de 14 514 habitantes.

## Geografía
Está ubicado en las coordenadas 40°36′1″N 84°10′12″O / 40.60028, -84.17000. Según la Oficina del Censo de los Estados Unidos, tiene una superficie total de 109.45 km², de la cual 109.21 km² corresponden a tierra firme y 0.24 km² son agua.

## Demografía
Según el censo de 2020, en ese momento había 14 676 personas residiendo en la zona. La densidad de población era de 134.38 hab./km². El 93.61% de los habitantes eran blancos, el 0.60% eran afroamericanos, el 0.29% eran amerindios, el 0.42% eran asiáticos, el 0.05% eran isleños del Pacífico, el 0.77% eran de otras razas y el 4.27% eran de una mezcla de razas. Del total de la población, el 2.25% eran hispanos o latinos de cualquier raza.

## Gobierno
El municipio está gobernado por una junta de tres administradores (trustees), que en 2022 son: Rick Place, Bruce Rohrbacher y Dwight Steinke.